# Гутчов, Константин
Константин Гутчов, Константи Гутшов (нем. Konstanty Gutschow; 10 декабря 1902, Гамбург — 8 июня 1978, Гамбург) — немецкий архитектор и градостроитель Гамбурга.

## Биография
Константин Гутчов родился в прусской семье в Гамбурге в 1902 году. Он получил аттестат зрелости в средней школе Йоханнеум в Гамбурге. Затем предпринял обширную ознакомительную поездку по Испании, прежде чем в зимнем семестре 1921/1922 года приступил к изучению архитектуры в Техническом университете Данцига. Вскоре после этого он перешёл в Технический университет Штутгарта. Его главными учителями были Хайнц Ветцель, Пауль Бонац и Пауль Шмиттеннер.
Ещё до начала учёбы, а также в студенческие годы Константин работал в архитектурном бюро Фрица Хегера, который поддержал его в выборе профессии. Он прошёл строительную стажировку в Гамбурге, где также жил его брат, фотограф Арвид Гутчов. В 1926 году он сдал экзамен на получение диплома в Техническом университете Штутгарта, затем работал в различных архитектурных бюро, а в 1927 году устроился на работу в Гамбургское строительное управление под началом Фрица Шумахера. В 1928 году Гутчов сдал второй государственный экзамен на должность государственного мастера-строителя (оценщика в сфере общественного строительства). Однако он не пошёл на государственную службу, а решил заняться индивидуальным предпринимательством и в 1929 году основал собственное архитектурное бюро.
С 1936 года Гутчов занимал должность постоянного советника бургмейстера Висмара по вопросам городского планирования. В Висмаре им было построено несколько зданий, в том числе кладбищенская капелла, пристройка к портовым воротам, жилые дома завода Дорнье и группа жилых домов на Техенштрассе.
Однако его работу архитектора не обошли стороной последствия мирового экономического кризиса, и он мог содержать себя только за счёт отчётов для Государственного исследовательского общества экономической эффективности в строительстве и жилищном хозяйстве (Reichsforschungsgesellschaft für Wirtschaftlichkeit im Bau- und Wohnungswesen; RfG). Это позволило ему остаться на плаву. В это время Гутчов опубликовал «Buch Umbau». После мероприятий по реконструкции северного гамбургского Нойштадта, а также в первую очередь из-за его участия в национал-социалистической ассоциации СА, в которую он вступил в 1933 году, он включился в муниципальный проект строительства малоквартирных домов в районе Гамбург-Хорн.
Благодаря дальнейшим постройкам, но прежде всего своему назначению на должность доверенного архитектора Гамбурга в высшем управлении строительства имперских автобанов, ответственного за строительство моста на автомагистрали от Гамбурга до Любека, Гутчов смог завоевать себе репутацию среди правителей Третьего Рейха. 3 мая 1937 года он подал заявление о приеме в члены НСДАП и был принят в партию задним числом с 1 мая того же года (членский номер 4 485 444).[4] В том же 1937 году его пригласили на конкурс на проект северного берега Эльбы в Гамбурге, который он выиграл — по личной рекомендации Адольфа Гитлера. В 1939 году гамбургский гауляйтер Карл Кауфман назначил Гутчова «архитектором реки Эльбы». В 1941 году ему было присвоено звание «Архитектор по реконструкции ганзейского города Гамбурга». В соответствии с принципом руководства национал-социалистов, Гутчов подчинялся непосредственно гауляйтеру — вне административной структуры.
Он разработал генеральный план развития Гамбурга, который предусматривал расширение города до так называемого «Фюрерштадта» — с 250-метровым высотным зданием Гау, Народным домом, высоким мостом через Эльбу и расширенным портом. Однако эти планы вскоре были классифицированы как не имеющие отношения к военным действиям и заброшены из-за растущих расходов военного времени.
В связи с растущей войной в воздухе в 1941 году Гутчов был назначен главой Управления по важным военным операциям (AKE), которое отвечало за организацию расчистки завалов, мер по защите от воздушных налётов, а также за размещение принудительных рабочих и заключённых концлагерей. Огромный ущерб, нанесённый авианалетами летом 1943 года, открыл возможность более радикальной реконструкции Гамбурга, поэтому Гутчов и его сотрудники разработали новый генеральный план с развитием городов вдоль реки Эльбы. Оба генеральных плана включали идеи Фрица Шумахера и Густава Эльснера, которые они разработали ещё во времена Веймарской республики: жильё, работа, дороги и движение транспорта должны быть разделены, город должен быть очищен и озеленён.
В 1943 году Гутчов был назначен Альбертом Шпеером организационным руководителем «Рабочей группы по восстановлению разрушенных бомбёжками городов» и разработал планы восстановления Гамбурга, Вильгельмсхафена и Касселя. В 1944 году архитектор был в списке «благословлённых Богом лиц» Имперского министерства народного просвещения и пропаганды".
В настоящее время высотное здание «Континенталь» (Continental-Hochhaus) на площади Кёнигсвёртер-Плац, построенное согласно концепции городского планирования Гутчова между 1951 и 1953 годами, является памятником архитектуры и используется Ганноверским университетом.
Некоторые из подходов архитектора после войны были продолжены его бывшими коллегами (Гансом Бернхардом Рейховом, Рудольфом Хиллебрехтом и Вильгельмом Вортманом). Он сам основал новое архитектурное бюро и проектировал клиники в Гельголанде, Тюбингене, Дюссельдорфе и Ганновере, иногда в сотрудничестве с Годбером Ниссеном. В 1964 году правительство земли Северный Рейн-Вестфалия присвоило ему звание профессора. Гутчов покинул свою должность в 1972 году. Он умер в 1978 году в Гамбурге.
Его сын — архитектор и историк архитектуры Нильс Гутчов.

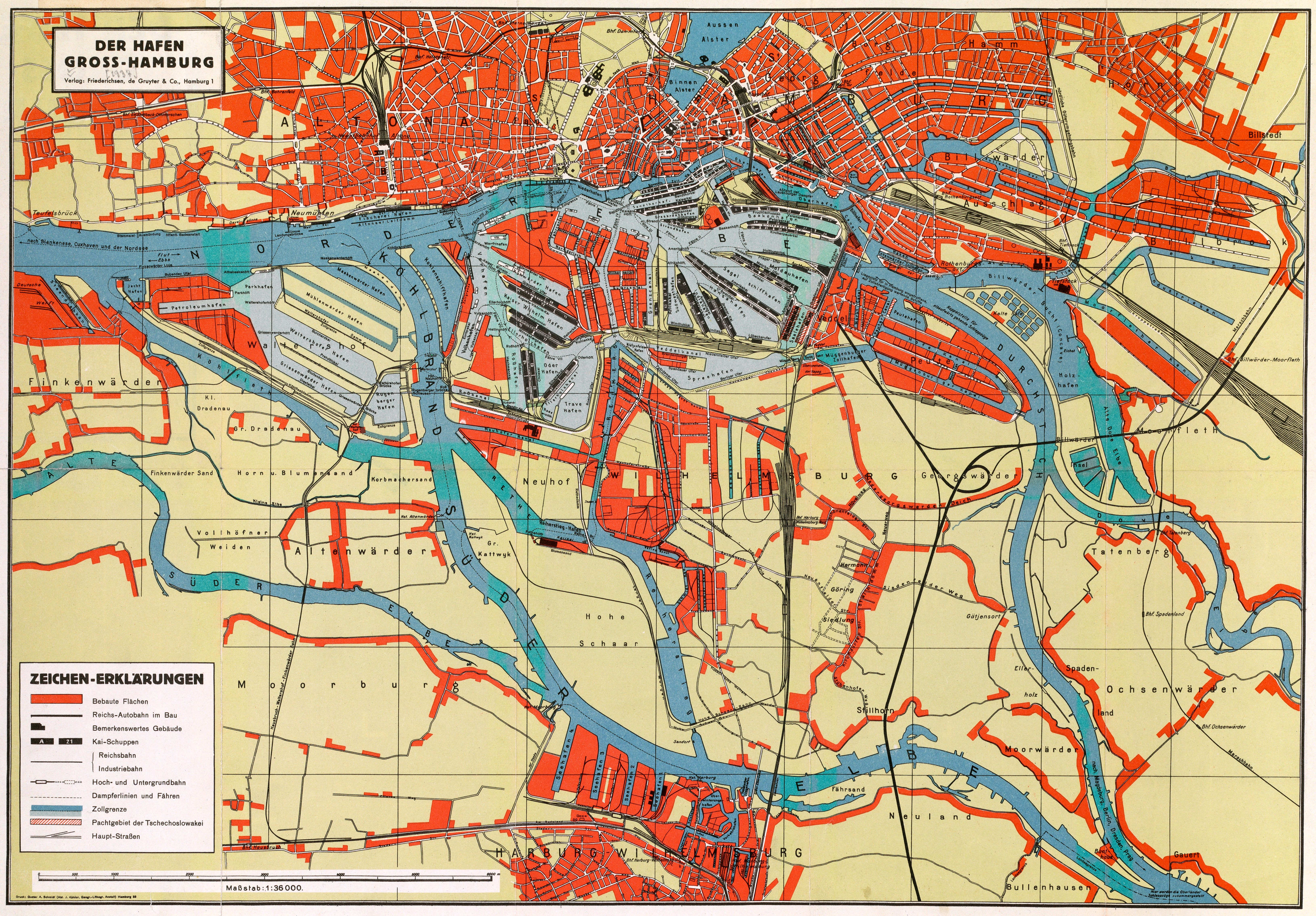
План Большого Гамбурга. 1937
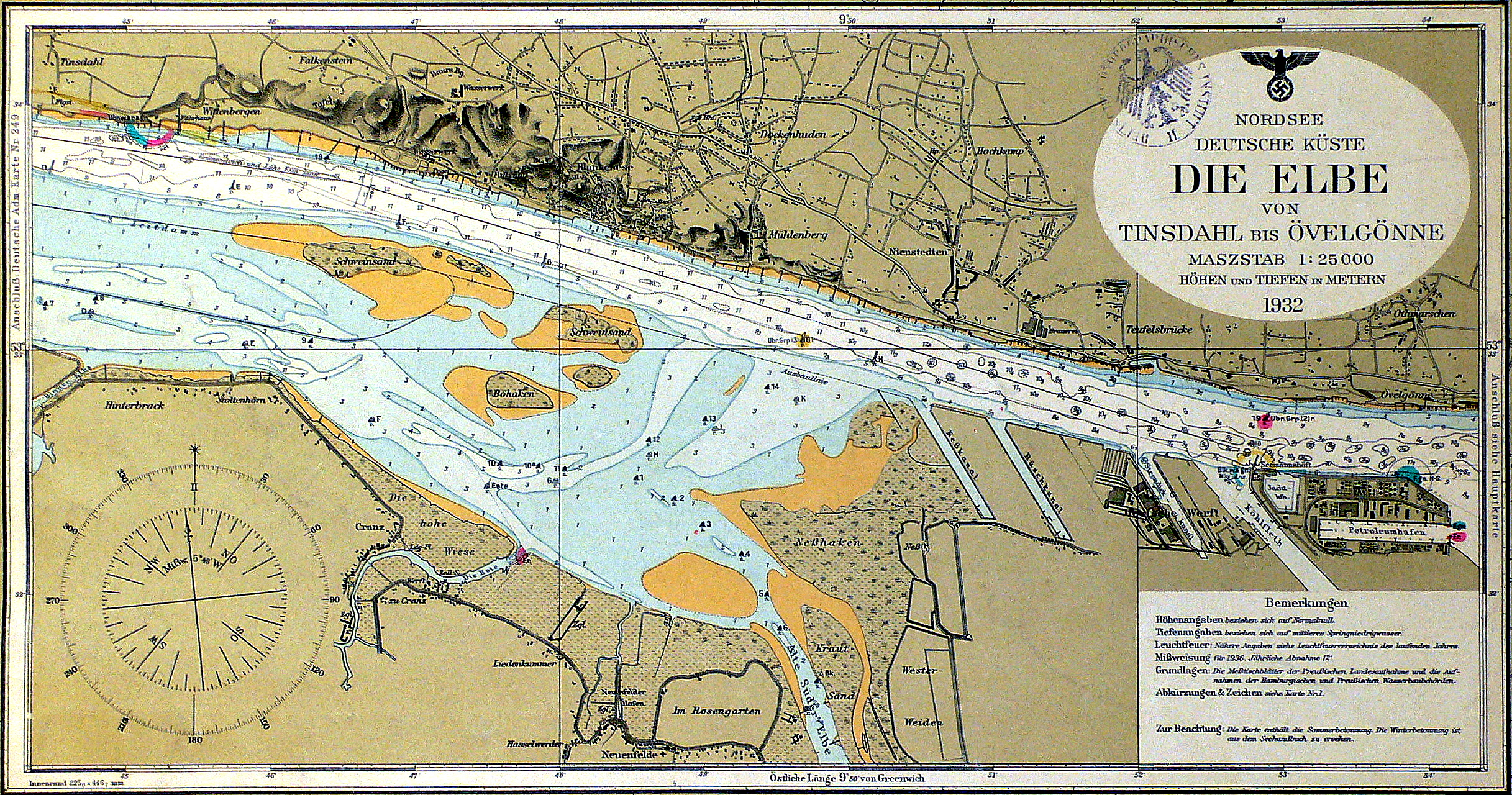
План застройки берегов Эльбы. 1938
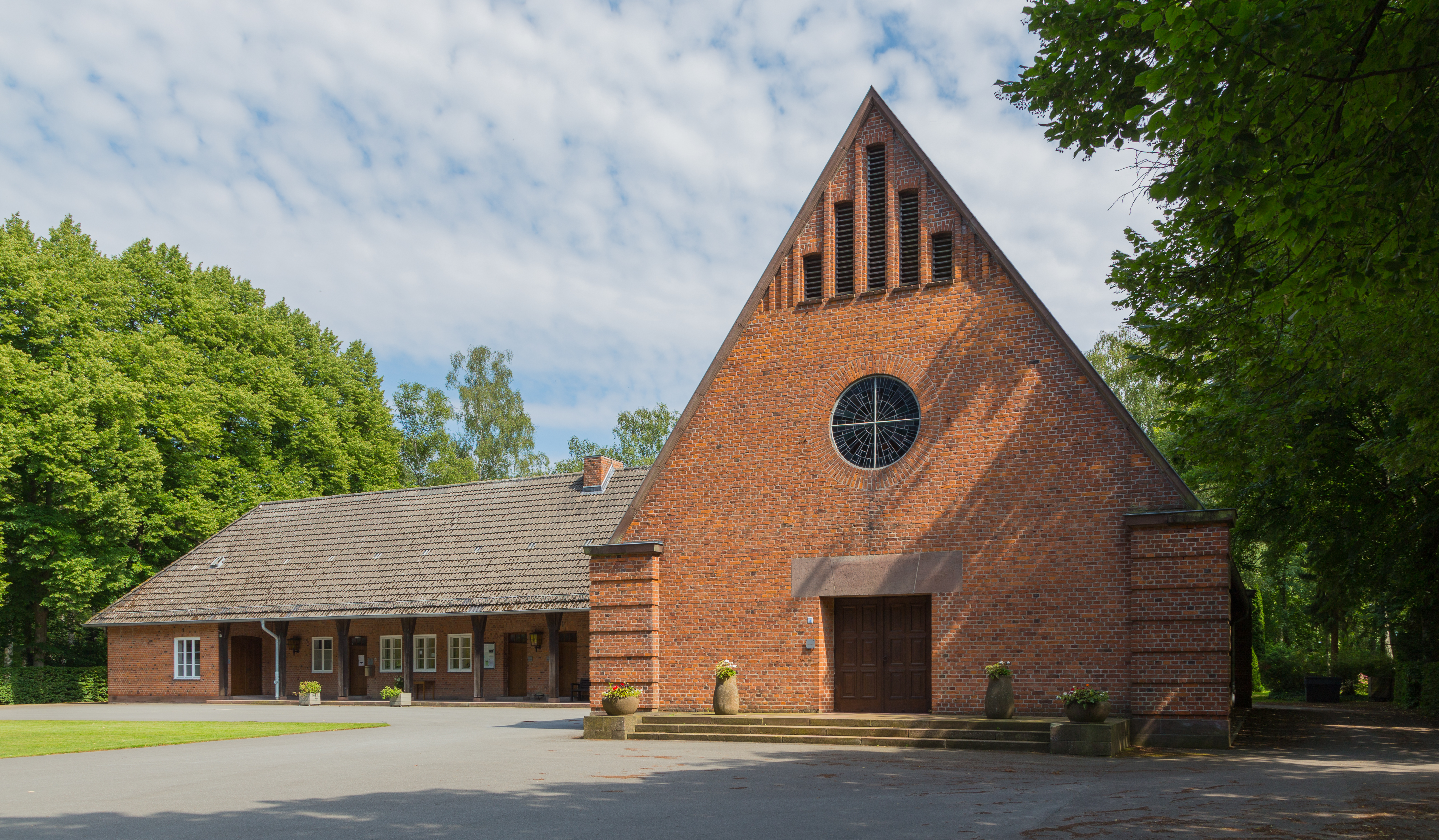
Похоронный зал на кладбище Висмар
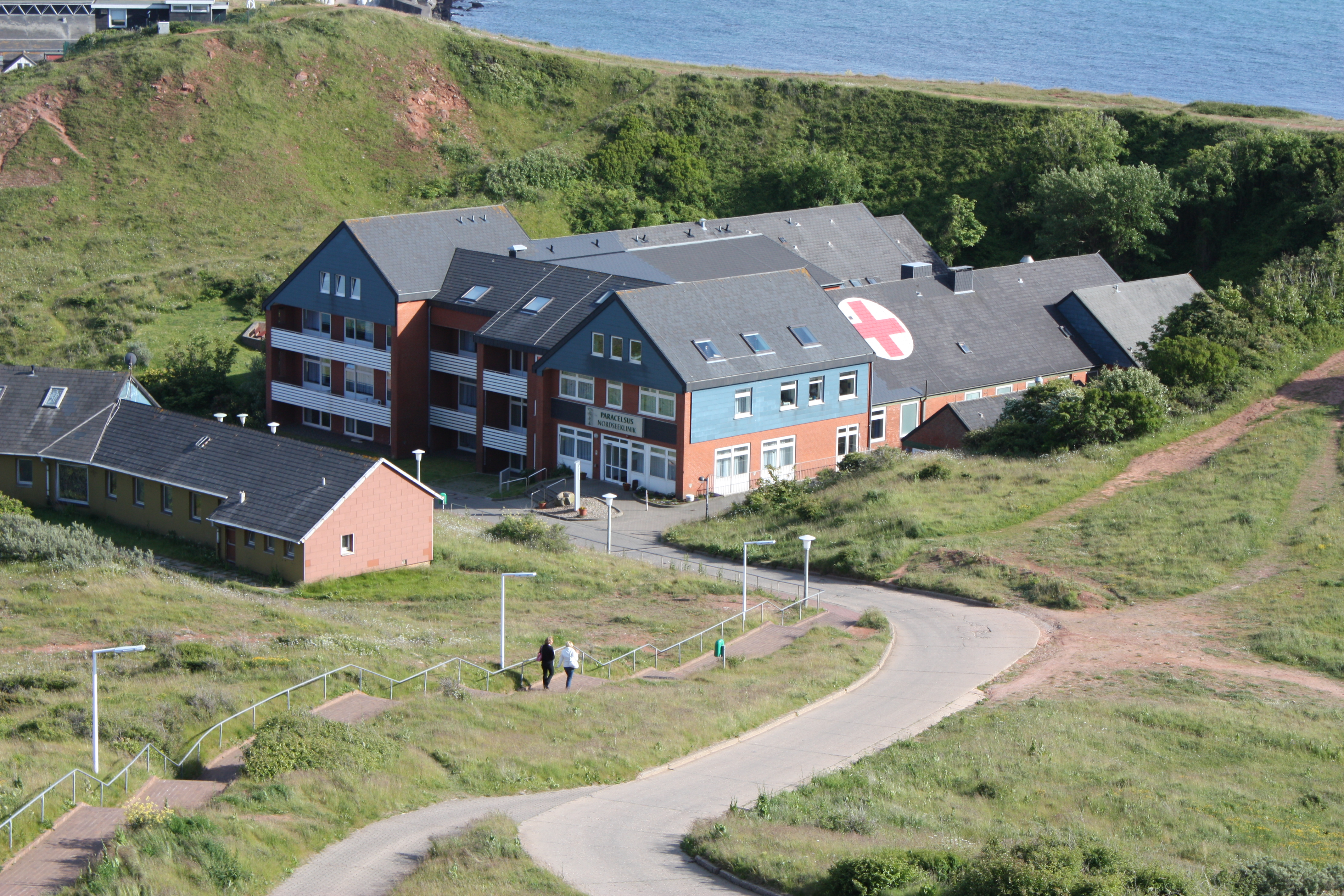
Клиника Парацельса Северного моря. Гельголанд
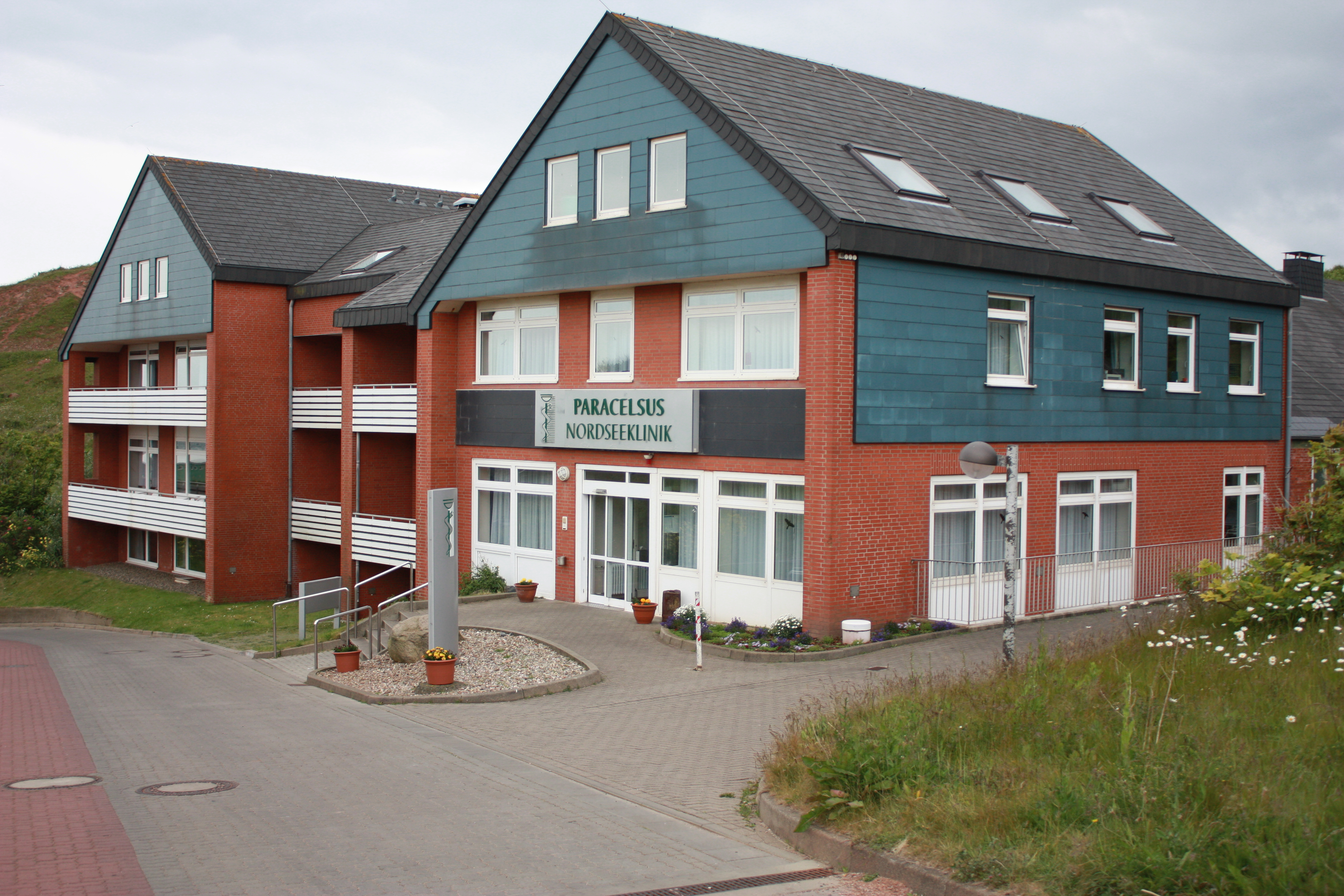
Дома в Гельголанде
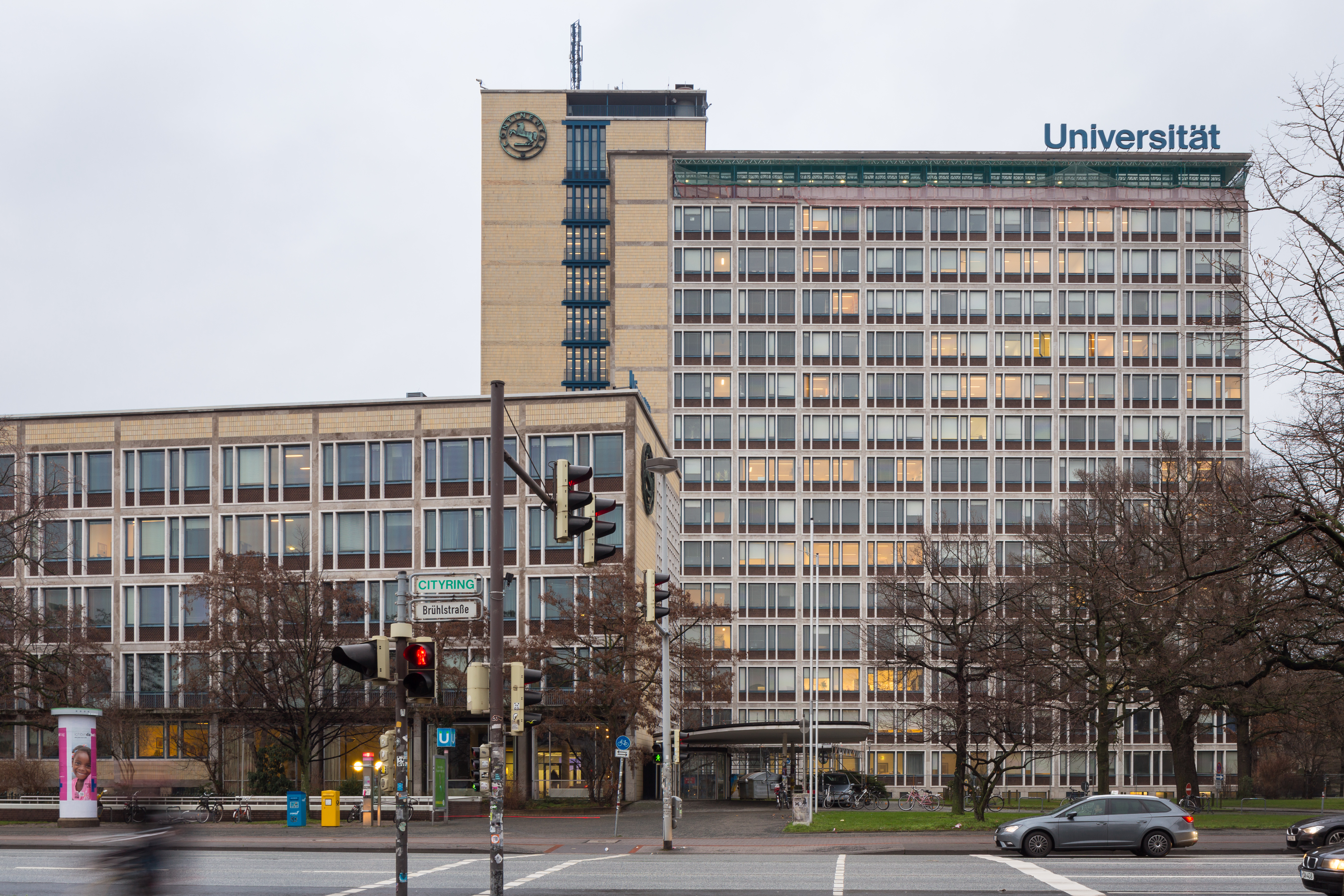
Здание Университета имени Лейбница в Ганновере. 1951—1953